# Mika Newton
Mika Newton (født 16. januar 1986 som Oksana Stefanivna Hrytsaj) er en ukrainsk sanger. Hun repræsenterede Ukraine ved Eurovision Song Contest 2011 med sangen "Angel" og fik en 4. plads.